# Зайцева (річка)
Зайцева — річка в Україні, у Бахмутському районі Донецької області. Права притока Бахмутки (басейн Дону).

## Опис
Довжина річки приблизно 11,08 км, найкоротша відстань між витоком і гирлом — 9,45  км, коефіцієнт звивистості річки — 1,18 . Річка формується 6 загатами.

## Розташування
Бере початок у селі Вершина. Тече переважно на північний захід через село Зайцеве і між селами Одрадівкою та Іванградом впадає у річку Бахмутку, праву притоку Сіверського Дінця.
Населені пункти вздовж берегової смуги: Кодема, Весела Долина.

## Цікаві факти
- Біля витоку річки пролягають євроавтошлях E40М03 та залізнична станція. На лівому березі річки на відстані приблизно 6,2 км розташована станція Світлодарське.
- В кінці XIX століття на річці було розташовано 10 вітряних та 6 водяних млинів.